# Йизера
Йизера (чеш. Jizera, пол. Izera) — река в Чехии, правый приток Эльбы. Является крупнейшей рекой Либерецкого края. Также протекает по Среднечешскому краю. На участке верховий служит границей с Нижнесилезским воеводством Польши.
Длина реки составляет 167,04 км, площадь водосборного бассейна 2145,24 км² (2193,4 км²).
Исток реки находится в Польше, под горой Смрк, на высоте 888,30 м (885 м) над уровнем моря. В верховьях река течёт через Йизерские горы, далее — по границе Карконошского национального парка. Далее она пересекает Ештед-Козаковский хребет и у Турнова выходит на равнину. Высота устья — 168,81 м (169 м) над уровнем моря.
Крупнейшим притоком является Могелька длиной в 41,55 км. Крупнейшее водохранилище в бассейне реки — Йосефув-Дуль, площадью 131,31 га.
Средний уклон реки составляет около 4,31 ‰. Средний расход воды у устья составляет 23,9 м³/с.
На реке расположено 39 малых ГЭС, суммарной мощностью в 70 ГВт•ч.
На реке занимаются водным спортом. Вдоль реки проложена велосипедная трасса.